# Zubin Mehta

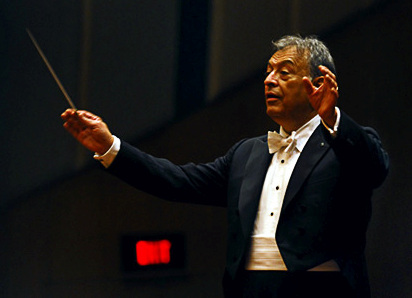
Zubin Mehta dirigeerde in 2008 het Israëlisch Philharmonisch Orkest te Mumbai in een concert ter nagedachtenis van de 100e verjaardag van zijn vader Mehli Mehta.

Zubin Mehta (Bombay, 29 april 1936) is een Indiaas dirigent.
Hij werd geboren in Bombay (India) als zoon van Mehli Mehta, oprichter van het Bombay Symphony Orchestra. Zijn eerste lessen in vioolspel en orkestdirectie kreeg Zubin Mehta van zijn vader. Daarna bezocht hij de Wiener Musikakademie, waar hij van 1954 tot 1960 contrapunt, slagwerk, compositie en orkestdirectie studeerde onder anderen bij Hans Swarowsky.
Om zijn kennis te perfectioneren ging hij naar de Accademia Musicale Chigiana in Siena. Muzikale inspiratie zocht hij daarnaast ook bij Eleazar de Carvalho in het Amerikaanse Tanglewood. In 1958 werd Mehta benoemd tot assistent-dirigent bij het Royal Liverpool Philharmonic Orchestra. Twee jaar later al werd hij bevorderd tot plaatsvervangend chef-dirigent van het Los Angeles Philharmonic Orchestra. In 1961 werd hij artistiek leider van het Montreal Symphony Orchestra. Van 1962 tot 1978 bekleedde hij dezelfde functie bij het Los Angeles Philharmonic Orchestra. In 1968 werd hij aangesteld als muzikaal adviseur van het Israëlisch Philharmonisch Orkest. Negen jaar later werd hij muzikaal leider van dit orkest, waarvan hij uiteindelijk in 1981 tot 'dirigent voor het leven' benoemd werd.
In 1978 volgde hij Pierre Boulez op als leider van het New York Philharmonic Orchestra, een positie die hij tot 1991 bekleedde. In 1985 werd hem bovendien de leiding toevertrouwd over het orkest van de Maggio Musicale Fiorentino. Van 1998 tot 2006 was Zubin Mehta eerste dirigent van de Bayerische Staatsoper te München. Sinds 2006 is hij vaste gastdirigent van het Orquestra de la Comunitat Valenciana in Valencia.
Pas eind 2005 (1 en 2 december) trad Mehta voor het eerst op met het Koninklijk Concertgebouworkest om de Symfonie nr. 8 van Anton Bruckner ten gehore te brengen.
Mehta dirigeerde vijfmaal het Nieuwjaarsconcert van de Wiener Philharmoniker te Wenen. In 2000 ontving hij het erelidmaatschap van de Wiener Musikverein.
In 2011 kreeg Mehta een ster op de Hollywood Walk of Fame.

## Discografie

### Albums
| Album met eventuele hitnotering(en) in de Nederlandse Album Top 100 | Datum van verschijnen | Datum van binnenkomst | Hoogste positie | Aantal weken | Opmerkingen                           |
| ------------------------------------------------------------------- | --------------------- | --------------------- | --------------- | ------------ | ------------------------------------- |
| Chopin - The piano concertos                                        | 2009                  | 16-05-2009            | 98              | 1            | met Lang Lang & Wiener Philharmoniker |

### Dvd's
| Dvd's met eventuele hitnoteringen in de Nederlandse Music Top 30 | Datum van verschijnen | Datum van binnenkomst | Hoogste positie | Aantal weken | Opmerkingen               |
| ---------------------------------------------------------------- | --------------------- | --------------------- | --------------- | ------------ | ------------------------- |
| New year's concert - Neujahrskonzert 2015                        | 2015                  | 07-02-2015            | 7               | 2            | met Wiener Philharmoniker |

- Bibsys: 58723
- Biblioteca Nacional de España: XX847956
- Bibliothèque nationale de France: cb13897365x (data)
- CiNii: DA04099203
- Gemeinsame Normdatei: 12339967X
- International Standard Name Identifier: 0000 0001 1471 9794
- Library of Congress Control Number: n50013592
- Nationale Bibliotheek van Letland: 000107857
- MusicBrainz: b83bb7b8-1b89-4b12-9af6-fd7ac29e2fae
- Nationale Bibliotheek van Tsjechië: js20030317042
- Nationale bibliotheek van Australië: 36081694
- Nationale Bibliotheek van Israël: 987007265093905171
- Nationale Bibliotheek van Polen: a0000001750337
- Nationale en Universitaire bibliotheek Zagreb: 000091528
- Nederlandse Thesaurus van Auteursnamen: 069398682
- Réseau des bibliothèques de Suisse occidentale: 02-A003580011
- LIBRIS: 76286
- SNAC: w6cv4fxv
- Système universitaire de documentation: 035421002
- Trove: 1208734
- Virtual International Authority File: 46947160
- WorldCat: E39PBJf8wFMJMcqKrP4FY4tBT3